# Coleoxestia olivieri
Coleoxestia olivieri là một loài bọ cánh cứng trong họ Cerambycidae.